# Messier 9
Messier 9 oder M9 (auch als NGC 6333 bezeichnet) ist ein 8,2 mag heller Kugelsternhaufen mit einer Winkelausdehnung von 11–12' im Sternbild Schlangenträger (Ophiuchus). Er wurde am 28. Mai 1764 vom französischen Astronom Charles Messier entdeckt und ist mit 24.000 Lichtjahren einer der entferntesten Kugelhaufen des Messier-Katalogs mit sehr dichtem Zentrum. Von den 5 hellen Kugelhaufen des Sternbilds (M9, 10, 12, 14 und 107) ist er der südlichste.
Messier notierte ihn als kleinen, runden „Nebel ohne Stern“. Erst 20 Jahre später erkannte ihn Wilhelm Herschel als sehr sternreichen, aber dichten Haufen, und Lord Rosse sah am Südrand eine dunkle Trennlinie. Um am Rand des "Nebels" erste Einzelsterne zu erkennen, ist ein Fernrohr von mindestens 20 cm Öffnung erforderlich. Curtis bemerkte 1918, dass M9 – im Gegensatz zu anderen Kugelhaufen – auch auf Fotografien den kleinen Durchmesser von 3' behält. Neueste Messmethoden stellten aber eine weitere Erstreckung bis etwa 10' fest.
In einem 10x50-Feldstecher sieht man nur ein kleines, formloses Scheibchen, im 10-cm-Fernrohr einen länglichen Nebelfleck. Die hellsten Einzelsterne (25 von 13,5 bis 15,5 mag) sind erst in einem mittelgroßen Amateurteleskop (je nach Sichtbedingungen Achtzöller oder größer) zu erkennen.
Der Westrand wird von einer angrenzenden Dunkelwolke Barnard 64 (25×15') etwas abgedeckt. Zwei kleinere Kugelhaufen (NGC 6342 und 6356) liegen 1° süd- und nordöstlich.